# Omate
Omate es la capital del distrito homónimo en la provincia de General Sánchez Cerro, ubicada en el departamento de Moquegua, Perú. Según el censo de 2017, cuenta con 3,158 habitantes.
En el anexo de Quinistacas se celebra la festividad del Señor de las Piedades. Es conocido por sus paltas, chirimoyas y viñedos.

## Clima
| Parámetros climáticos promedio de Omate | Parámetros climáticos promedio de Omate | Parámetros climáticos promedio de Omate | Parámetros climáticos promedio de Omate | Parámetros climáticos promedio de Omate | Parámetros climáticos promedio de Omate | Parámetros climáticos promedio de Omate | Parámetros climáticos promedio de Omate | Parámetros climáticos promedio de Omate | Parámetros climáticos promedio de Omate | Parámetros climáticos promedio de Omate | Parámetros climáticos promedio de Omate | Parámetros climáticos promedio de Omate | Parámetros climáticos promedio de Omate |
| Mes                                     | Ene.                                    | Feb.                                    | Mar.                                    | Abr.                                    | May.                                    | Jun.                                    | Jul.                                    | Ago.                                    | Sep.                                    | Oct.                                    | Nov.                                    | Dic.                                    | Anual                                   |
| --------------------------------------- | --------------------------------------- | --------------------------------------- | --------------------------------------- | --------------------------------------- | --------------------------------------- | --------------------------------------- | --------------------------------------- | --------------------------------------- | --------------------------------------- | --------------------------------------- | --------------------------------------- | --------------------------------------- | --------------------------------------- |
| Temp. máx. media (°C)                   | 22                                      | 22                                      | 22                                      | 22                                      | 22                                      | 22                                      | 22                                      | 22                                      | 23                                      | 23                                      | 22                                      | 22                                      | 22.2                                    |
| Temp. media (°C)                        | 15.8                                    | 15.8                                    | 15.6                                    | 14.9                                    | 13.9                                    | 13.1                                    | 12.9                                    | 13.5                                    | 14.4                                    | 14.8                                    | 15.2                                    | 15.6                                    | 14.6                                    |
| Temp. mín. media (°C)                   | 9.5                                     | 10                                      | 9.5                                     | 8                                       | 7                                       | 7                                       | 6                                       | 7                                       | 7                                       | 8                                       | 8                                       | 9                                       | 8                                       |
| Fuente: climate-data.org                |                                         |                                         |                                         |                                         |                                         |                                         |                                         |                                         |                                         |                                         |                                         |                                         |                                         |

## Lugares de interés
- Molino hidráulico de granos[2]
- Templo colonial de Quinistacas[3]
- Templo parroquial San Lino de Omate[4]
- Reloj solar grabado en piedra[5]
- Valle de Omate[6]

## Cultura
- Festividad de Semana Santa de Omate[7]

## Anexos
- C.P San Juan de Dios
- C.P Escobaya
- C.P Quinistacas
- C.P Cogri
- C.P Urinay
- C.P Moro Moro
- C.P San Francisco
- C.P Laje
- C.P San Miguel
- C.P Tamaña
- C.P Sabaya
- C.P Lindaypampa
- C.P Sabinto
- C.P Chayahuallo
- C.P Chichilin(Alto-Bajo)

- Datos: Q3322634